# 마달레나 디 로렌초 데 메디치
마달레나 데 메디치(Maddalena de' Medici, 1473년 – 1519년)는 피렌체에서 태어난 로렌초 데 메디치의 딸로,
형제 자매들과 함께 안젤로 폴리치아노 같은 인물들에게 인문주의 문화 교육을 받았다. 1487년 2월에 그녀는 교황 인노첸시오 8세의 아들 프란체스케토 키보와 결혼하기로 약혼하였다. 그들은 1488년 2월에 결혼식을 올렸고, 그녀는 4,000 두캇의 지참금을 가져왔다. 이 혼인은 그녀의 가문과 바티칸의 가까운 관계를 가져왔으며, 그녀의 남동생 조반니가 추기경으로 임명되는데 도움을 받기도 했다. 그녀는 그녀는 아버지, 오빠 (피에로), 교황에게 영향력을 행사하여 친구들과 가난한 사람들이 교회와 정부 내에서 도움과 직책을 갖도록 하였다.
1488년에 그녀는 스틸리아노에 있는 온천 리조트를 구매했다. 그녀는 그 리조트를 개조하여 수익성 높은 리조트로 만들었다.
마달레나는 1513년에 남동생 조반니가 교황 레오 10세로 선출된 이후 로마에 거주했다. 선출된지 얼마 안돼서, 교황 레오 10세는 누이의 아들 인노센초를 추기경으로 임명했다. 마달레나는 1515년 동생에게서 로마 시민권과 펜션을 받았다. 그녀는 그녀의 자녀들 모두가 귀족 가문들과 결혼시키도록 했다. 그녀는 후원자로서의 역할을 계속했고, 교황 레오 10세, 조카 로렌초와 협상하여 의뢰인 보호, 모금 활동, 감금으로부터의 석방, 망명등을 얻도록 협상했다. 그녀는 로마에서 사망했고, 그녀의 사촌 교황 클레멘스 7세에 명령에 따라 성 베드로 대성당에 묻혔다.

## 자녀
프란체스케토와 마달레나는 7명의 자녀를 두었다:
1. 루크레치아 키보 (Lucrezia Cybo, 1489년–1492년)
2. 클라리체 키보 (Clarice Cybo, 1490년–1492년) - 기형아로 태어나 어린이일 때 사망했다
3. 인노센초 키보 (1491년–1550년) - 추기경
4. 로렌초 키보 (1500년–1549년) - 페렌틸로 (Ferentillo) 공작 리카르다 말라스피나와 혼인하였고 키보 말라스피나 가문을 세운다
5. 카테리나 키보 (1501년–1557년) - 카메리노 공작과 혼인
6. 이폴리타 키보 (Ippolita Cybo, 1503년–1503년)
7. 조반니 바티스타 키보 (Giovanni Battista Cybo, 1505년–1550년)

## 참고 자료
- Tomas, Natalie R. (2003). 《The Medici Women: Gender and Power in Renaissance Florence》. Aldershot: Ashgate. ISBN 0754607771.